# Взрыв в отеле «Саратога»
Взрыв газа в престижном отеле «Саратога», расположенном в историческом районе столицы Кубы Гаваны, произошёл 6 мая 2022 года. В результате трагедии погибло 46 человек, 97 получили ранения.

## Предыстория
Отель «Саратога» в Гаване был построен в 1879—1880 годах по инициативе богатого купца испанского происхождения Грегорио Паласиоса. В начале XX века «Саратога» считалась одной из лучших гостиниц столицы страны. Нынешнее здание отеля было открыто в 2005 году на месте оригинальной гостиницы.

## Взрыв
Вероятной причиной взрыва была названа утечка газа во время ремонтных работ, проводившихся в отеле. Жертвами трагедии стали по меньшей мере 42 человека (в том числе несколько детей), включая одного испанского туриста. 94 человека получили ранения различной степени тяжести. Взрывная волна разрушила два этажа гостиницы и повредила несколько близлежащих зданий. Обломки здания рухнули на несколько рядом стоявших автомобилей и придавили часть прохожих. 23 из 51 человека, работавших в отеле во время взрыва, были убиты, а трое числятся пропавшими без вести.

## Реакция
Президент Кубы Мигель Диас-Канель в тот же день посетил место трагедии, а также навестил выживших в городской больнице Гаваны. В разборе завалов после взрыва участвовали работники многих экстренных служб, включая Красный крест. Соболезнования в связи со случившимся руководству Кубы выразили представители ряда иностранных государств, в том числе Мексики и России.

## Последствия
Первый секретарь гаванского отделения Коммунистической партии Кубы Луис Антонио Торрес Ирибар заявил о том, что в результате взрыва пострадали 38 домов, находящихся вблизи отеля.